# Arvid Reuterskiöld (företagsledare)
Arvid Lennart Reuterskiöld, född 25 januari 1894 i Botkyrka församling, Stockholms län, död 26 maj 1967 i Björnlunda församling, Södermanlands län, var en svensk företagsledare.
Arvid Reuterskiöld var son till Lennart Reuterskiöld. Efter studentexamen i Nyköping 1912 studerade han vid Uppsala universitet och Handelshögskolan i Stockholm samt ägnade sig åt skogs- och lantbruk. 1918–1944 var han anställd vid Husqvarna vapenfabriks AB, där han först var förvaltare för bolagets skogar och jordbruk och därpå innehade olika chefsposter inom dess försäljningsavdelning. Från 1941 var han chef för företagets Malmödepå. Reuterskiöld blev 1944 VD för Eskilstuna Jernmanufaktur. Han är begravd på Botkyrka kyrkogård.